# Scopula plantagenaria
Scopula plantagenaria là một loài bướm đêm trong họ Geometridae.